# Aminoplasty

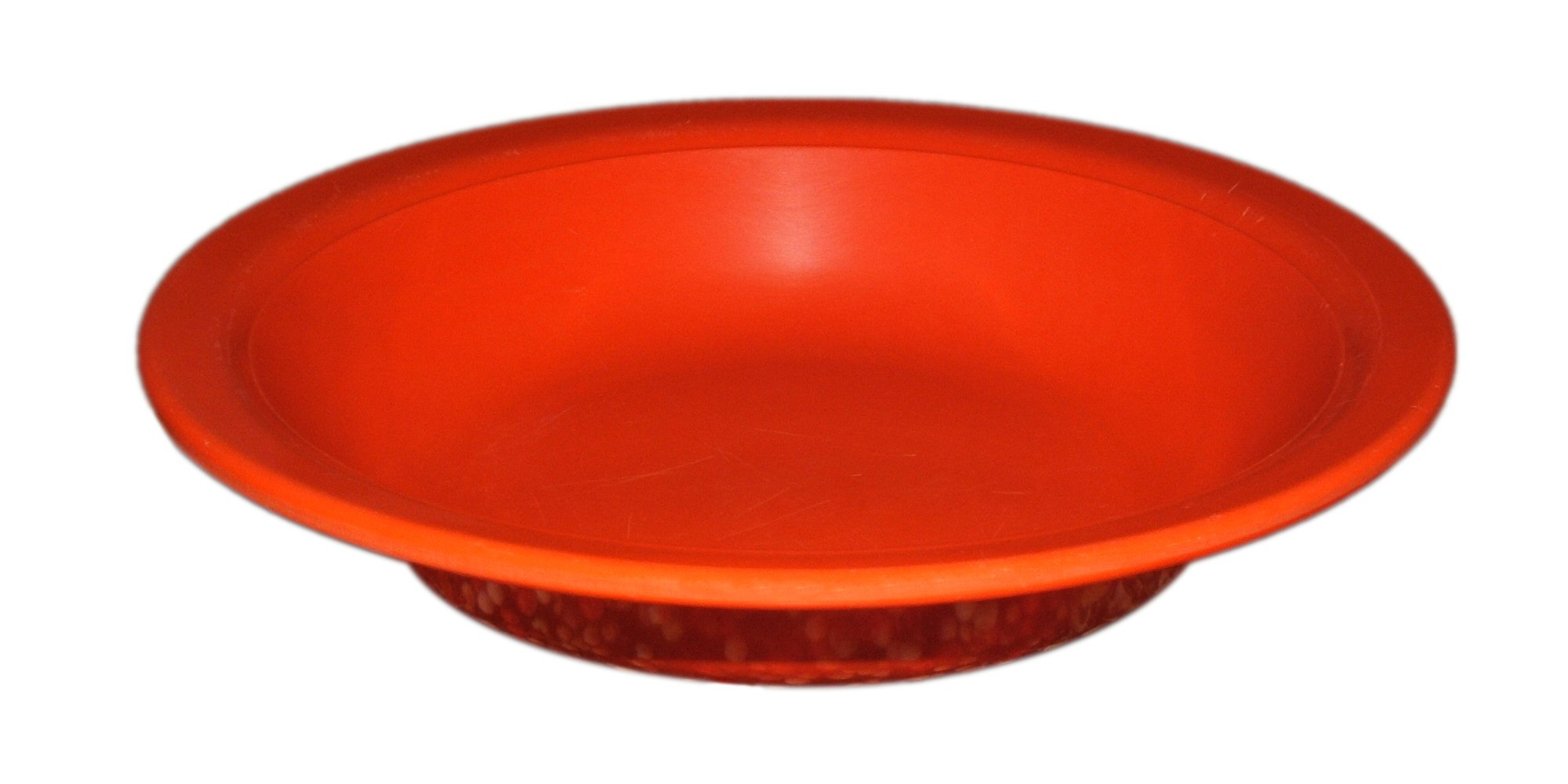
Talerz z aminoplastu

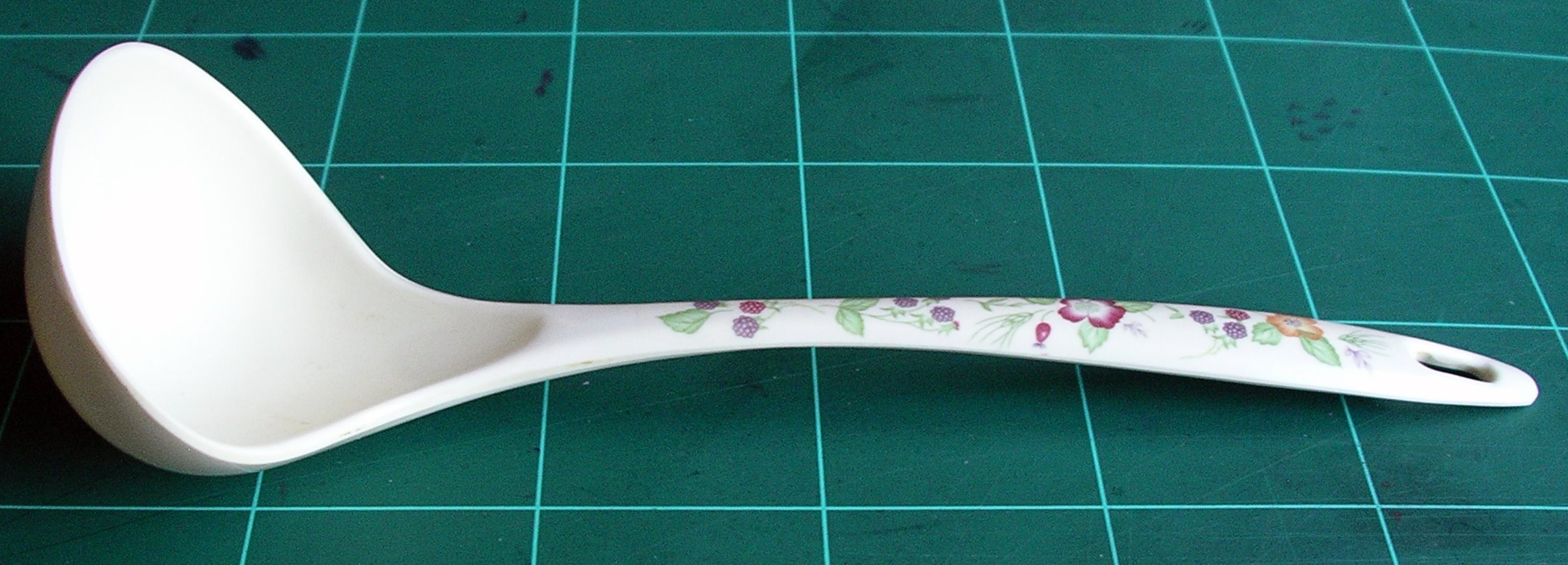
Łyżka z aminoplastu

Aminoplasty - to grupa syntetycznych tworzyw termoutwardzalnych, otrzymywanych w reakcji polikondensacji związków aminowych (zawierających grupy aminowe) (-NH2) np. mocznik, melamina, anilina, dicyjanodiamid głównie z formaldehydem (aldehydem mrówkowym). Powstają na bazie żywic mocznikowych i melaminowych. Cząsteczki aminoplastów połączone są mostkami metylenowymi (-NH-CH2-NH-) i dimetylenoeterowymi (-NH-CH2-O-CH2-NH-). Kondensację prowadzi się na ogół w obecności katalizatorów kwaśnych, jak kwasy mineralne, kwas szczawiowy, kwas winowy itp. Aminoplasty można dokładnie odbarwić.
Są odporne na działanie alkoholi, eteru, benzyny, benzenu, tłuszczów roślinnych i olejów. Wyroby z aminoplastów charakteryzują się: twardością, sztywnością, odpornością na działanie wody i rozpuszczalników. Posiadają odporność cieplną do 100 - 120 °C. Są bezwonne, bezbarwne, oraz posiadają możliwość dowolnego barwienia.
Aminoplasty znajdują zastosowanie jako:
- żywica lana do wyrobu artykułów galanteryjnych
- z odpowiednią ilością wypełniaczy do sporządzania wyrobów formowanych.